# Marcel Walke
Marcel Walke (* 30. November 1982) ist ein deutscher E-Sportler.
Walke wurde 2002 Deutscher Meister in Konami’s Pro Evolution Soccer (Playstation) bei der Games Convention in Leipzig. Bei der Europameisterschaft 2002 im schweizerischen Grindelwald konnte er sich den 3. Platz sichern. Auch 2003 gewann Marcel Walke die Deutsche Meisterschaft in Konami’s Pro Evolution Soccer 2 (Playstation) bei der Games Convention in Leipzig. Die Europameisterschaft 2003 im schweizerischen Grindelwald konnte Marcel Walke für sich entscheiden und sicherte Deutschland den Gewinn des Titels.